# Лев, Миша
Миша Лев (это его полное имя на идише, в изданиях на русском языке Михаил Андреевич Лев, во время войны в документах — Михаил Аронович Лев; 3 июля 1917 — 23 мая 2013) — советский и израильский прозаик, один из ведущих современных писателей на идише.
«Аксакал идишской литературы». Основная тема творчества героизм евреев во Второй мировой войне, в том числе и на основе личных воспоминаний. Был членом Союза писателей СССР, членом правления издательства «Советский писатель», членом редколлегии журнала «Советиш геймланд». Ветеран Великой Отечественной войны.

## Биография
Миша (Мише) Лев родился 3 июля 1917 года в местечке Погребище Бердичевского уезда Киевской губернии (ныне — Винницкая область Украины). В 1926 году его семья переехала в Сталиндорфский еврейский национальный район. Отец, Арон Лев, был виноградарем. Лев учился в еврейской школе, а в 1933—1934 годах — в Еврейском машиностроительном техникуме в Харькове. В 1934 году переехал в Москву, работал в редакции газеты «Дер Эмес» и одноимённом книжном издательстве. Поступил в Московский государственный педагогический институт на отделение еврейского языка и литературы, работал в Центральной еврейской библиотеке. В газете «Дер Эмес» с 1936 года печатались его рецензии и заметки. К этому же периоду относятся его первые литературные опыты.
В начале войны с Германией Миша Лев ушёл добровольцем в Красную армию, стал курсантом Подольского пехотного училища и участвовал в первых боях на дальних подступах к Москве (о чём позднее рассказал в повести «Курсанты»). В октябре 1941 года был тяжело ранен, попал в плен и заключён в лагерь для советских военнопленных, откуда летом 1942-го бежал. В октябре того же года стал бойцом партизанского отряда в белорусских лесах, прошёл путь от рядового разведчика до начальника штаба партизанского полка. Награждён многими орденами и медалями.
После демобилизации вернулся в Москву, работал в редакции газеты «Эйникайт» и в издательстве «Дер Эмес». В 1948 году издал на идише книгу «Партизанскими тропами» («Партизанише вегн»). Рассказы и очерки Лева печатались также в газете Еврейского антифашистского комитета «Эйникайт» и в альманахе «Геймланд» (Родина). В 1948 году в Москве по инициативе В. С. Гроссмана вышел сборник прозы еврейских писателей («Еврейская новелла», на русском языке), в который вошёл рассказ М. А. Лева «У Березины». После закрытия в том же году еврейских культурных институций в СССР остался без работы.
С 1949 по 1961 год трудился носильщиком. С открытием журнала «Советиш геймланд» стал его активным сотрудником, членом редколлегии, чуть позже — членом Союза писателей СССР и правления издательства «Советский писатель».
Излюбленный жанр писателя — документальная проза, сквозная тема его творчества — война. Ей он и посвятил свои книги «Кимат а легендэ» («Почти легенда»), «Дэр мишпэт нохн уртэйл» («Суд после приговора»), «Вэн нит ди фрайнт майнэ» («Если б не друзья мои») и другие. В частности, М. А. Лев разыскал в Риге рукопись воспоминаний Ривоша («Воспоминания о рижском гетто» скульптора Э. Ривоша). Она была переведена на идиш А. Гонтарем и в 1962 году напечатана в журнале. В середине 1970-х годов М. Лев прекратил работу в редакции и продолжил литературную деятельность.
Миша Лев издал в СССР 11 книг на идише и на русском языке. Отрывки из его произведений были опубликованы на иврите в 1967 году в Иерусалиме. Знали о нём и читатели во Франции, Польше, Болгарии.
В 1996 году Миша Лев переехал в Израиль, жил в Реховоте. Здесь на идише и иврите вышли его воспоминания «Литературные портреты. Писатели, художники, артисты моего поколения». Он также сотрудничал с еврейскими периодическими изданиями «Топлпункт» (Двоеточие, Оксфорд) и нью-йоркской газетой «Форвертс».
В 1997 году Миша Лев был удостоен литературной премии Герша Сегала, в 2000-м — премии Боруха Шварцмана, в 2001-м — премии Давида Гофштейна.
Миша Лев — один из первых начал разрабатывать тему восстания в концлагере Собибор. Он много лет вёл переписку с руководителем восстания Александром Печерским и его участниками. Лев долгое время боролся за увековечивание имени Печёрского в названии улицы в Израиле. В январе 2005 улица в городе Цфат была названа именем героя (ивр. רחוב אלכסנדר פצ'רסקי‎). Полвека он собирал и публиковал на идише, русском и иврите документы и книги о Собиборском восстании.
Миша Лев однажды грустно и точно заметил: «У других народов нельзя встретить человека, который бы не умел прочесть то, что написано отцом или матерью. Только у нас, у евреев, это возможно…».

## Основные произведения
- «Партизанише вегн» («Партизанские тропы»), 1948. В 1958 г. вышел на русском языке дополненный вариант повести «Партизанские тропы» (перевод И. Гуревича, М.), где Лев одним из первых в советской литературе рассказал о плене и концлагере.
- «Вен нит ди фрайнт майне» («Если бы не друзья мои», «Советиш геймланд» № 3, 1961; № 4, 1962), посвящённая военным годам. В переводе на русский повесть была издана в книге Лева «Избранное» (М., 1983, с предисловием Маши Рольникайте).
- «Кимат а легенде» («Почти легенда»; М., 1973; об А. Печерском).
- «Дер мишпет нохн уртейл» («Суд после приговора», М., 1980).
- «Ланге шотн» («Длинные тени», М., 1988) о Собиборе.
- «Собибор» (роман). В книге «Собибор. Вэн Нит Ди Фрайнд Майнэ» (Собибор. Когда б не друзья мои, на идише). Издательство Исроэл-бух: Тель-Авив, 2002.
- «Литерарише портретн» («Литературные портреты. Писатели, художники, артисты моего поколения»), Тель-Авив 2007.
- «Брент а лихт ин майн зикорн» («Горит огонь в моей памяти»), Нью-Йорк, 2014[11].
- Горит свеча в моей памяти. М.: Текст, 2015.

Произведения Лева переведены также на польский, французский, болгарский языки.

## Интересные факты
Советский художник, автор уникального цикла «Немецкая оккупация», Меер Аксельрод, готовил иллюстрации к книгам о войне Лева. Данные иллюстрации вошли в экспозицию выставки «Немецкая оккупация» (Санкт-Петербургский музей академии художеств, 2019). Выставка приурочена памяти жертв Холокоста.